# Георги Златаров
Георги Тенов Златаров (среща се и като Георги Тено Златар) е виден български търговец и общественик от епохата на Българското възраждане в Македония.

## Биография
Георги Златаров е един от градските първенци в Кукуш около средата на XIX век, по време на икономическия подем и борбата на населението на Кукуш против гръцкото духовенство, за църковнослужение и просвета на български език.
В 1858 година, когато Димитър Миладинов по време на учителстването си в Кукуш предлага в града да се създаде централна славянска гимназия и пише писмо до руския император с молба да се разреши събиране на помощи в Русия за тази цел, кукушани предлагат в Русия да отидат архимандрит Климент, Константин Т. Дупков и Георги Тено Златаров.
Георги Златаров е сред дарителите за създаване на читалище в Кукуш в 1869 година; в същия списък фигурират и имената на Христо Т. Златаров и Янак Дим. Златаров.
Синовете му Христо и Димитър Златарови стават едни от най-големите български търговци в Солун.